# Sechs Gesänge für Männerstimmen
Sechs Gesänge für Männerstimmen is een compositie van Niels Gade. De liederenbundel stamt uit zijn Duitse tijd. Hij zette muziek onder een zestal gedichten van verschillende auteurs.
De zes liederen zijn:
1. Winterlied (O Winter, schlimmer Winter) van Ludwig Uhland
2. Waldlied (Wo Büsche stehn und Bäume) van Carl Christian Tenner
3. Abendständchen (Schlafe Liebchen, schlafe) van Joseph von Eichendorff.
4. Hoffnung (Und dräut der Winter noch so sehr) van Emanuel Geibel
5. Hör' ich ein Waldhorn klingen van August Schnezler
6. Trinklied am Rhein (Wie ist es hier so wunder schön) van Carl Christian Tenner.

Eduard Helsted is een collegacomponist.